# Chloronia hieroglyphica
Chloronia hieroglyphica là một loài côn trùng trong họ Corydalidae thuộc bộ Megaloptera. Loài này được Rambur miêu tả năm 1842.